# بولو بت
بولو بَت (به انگلیسی: Bolo bat) یک اسباب بازی کودکانهٔ محبوب ازسال ۱۹۳۰ تا سال ۱۹۶۰ بود. این بازی شامل یک راکت چوبی گرد مانند چوب دستی با دسته بود، برخلاف راکت پینگ پنگ، در مرکز این راکت یک تکه نوار الاستیک به طول سه فوت متصل شده بود؛ که به انتهای نوار الاستیکی یک توپ لاستیکی به قطر حدود یک اینچ (حدوداً ۲/۵ سانتیمتر)، متصل شده بود.
کودک آنقدر توپ را می‌زند که الاستیک به آن اجازه می‌دهد تا حرکت کند. وقتی توپ به دورترین فاصله از راکت رسید که الاستیک اجازه می‌داد، دوباره به سمت راکت برمی‌گردد و دوباره‌ و دوباره مورد اصابت قرار می‌گیرد. هدف بازی این بود که ببینند کودک چندبار می‌تواند به توپ ضربه بزند و آن را برگرداند و دوباره ضربه بخورد. کودکان برای بیشترین تعداد موفقیت‌آمیز با خود یا دیگران رقابت می‌نمایند.